# Schillereck (Sengsengebirge)
Das Schillereck ist ein 1748 m ü. A. hoher Berg im Hauptkamm des westlichen Sengsengebirges in Oberösterreich. Das vorherrschende Gestein ist Wettersteinkalk. Benachbart sind im Westen der Spering (1605 m) und im Osten der Hochsengs (1838 m). Vorgelagert sind die Waldberge Großer- und Kleiner Spitzberg (1394 und 1366 m).
Unter dem Schillereck entspringt der Effertsbach (Evertsbach), der in Frauenstein (Gemeinde Molln) in die Steyr mündet.

## Anstiege
Markierte Anstiege
- Weg 460: Von Süden vom Speringbauer zur Funkstation unterhalb des Spering und östlich zum Gipfel
- Weg 465: Von Norden vom Klauser Stausee zur Funkstation und östlich zum Gipfel
- Weg 469: Vom Hochsengs westlich zum Gipfel